# Мостівське (заповідне урочище)
Мо́стівське — заповідне урочище (лісове) місцевого значення в Україні. Розташоване в межах Здолбунівського району Рівненської області, на південний схід від села Мости. 
Площа становить 101 га. Статус надано згідно з рішенням облвиконкому від 22.11.1983 року № 343 (зміни згідно з рішенням облвиконкому від 18.06.1991 року № 98 та рішенням обласної ради від 25.09.2009 року № 1331). Перебуває у віданні ДП «Острозький лісгосп» (Мостівське лісництво, кв. 52). 
Статус надано з метою збереження ділянки мішаного лісу з рідкісними та лікарськими рослинами. 
Заповідне урочище входить до складу  Дермансько-Острозького національного природного парку.